# 凌云中山纪念堂
凌云中山纪念堂，位于中国广西壮族自治区凌云县泗城镇胜利街，为一个省级文物保护单位，类型为近现代重要史迹及代表性建筑，为第六批广西壮族自治区文物保护单位，公布时间为2009年5月4日。
凌云中山纪念堂的历史年代为1938年。